# 상대적 손실 가치
상대적 손실 가치는 손실의 큰 의미로, 손실 집단에 한하였을 때 그 안에서 발생하는 상대적인 손실을 의미한다. 이를테면, 손실 집단에 두 경제 주체가 있고, 이 둘 모두가 손실을 보게 된다고 한다면, 총 손실액과 각 경제 주체의 경제적인 상황 등을 고려하여 우선 손실을 구하게 된다. 또한 상대적 손실 가치는 상대적으로 발생하는 손실만 의미하는 것이 아닌, 미정 가치까지 포함한다. 반면 절대적 손실 가치는 금전적인 피해만 고려한다.
재 경제학에서 손실을 판단할 때에는 절대적 손실 가치보다는 상대적 손실 가치로 판단한다.

## 우선 손실
손실 집단 안에서, 손실을 최소한으로 하여 그 집단에 가해지는 피해를 최소한으로 하기 위해 발생시키는 손실을 우선 손실이라고 한다. 예를 들어, 게임을 할 때 이번 게임이 진 게임이라면 조금 더 베팅을 하기보다 게임을 그만 두는 것이 손실을 더 적게 보게 된다. 이 때 발시닝하는 손실이 우선 손실이다.
사실, 실제 진 게임에 베팅을 하는 사람은 없을 것이다. 따라서 이 게임이 과연 질 것인지 예측해서 베팅을 해야 한다. 이 때, 우선 손실은 예측 손실까지 고려한 손실이므로, 이 경우에도 마찬가지로 우선 손실을 발생시켜야 한다. (참조 : 손실 함수)

우선 손실을 발생시킬 때 주의해야 할 점은 손실 집단에서 모두 손실이 발생해야 한다는 점이다. 또한 우선 손실을 계산할 때 상대적 손실 가치까지 고려해야 한다.

우선 손실은 단계가 존재한다. 상대적 손실 가치를 따져서 손실이 적은 순서대로, 단계대로 손실이 발생되는 것이 이상적이다. 이를테면 우선 손실의 1단계 손실은 손실 집단에서 가장 적은 손해가 발생되는 손실을 말하며, 이는 최소 손실이다.

우선 손실의 예로, SSM의 골목 시장 입지를 들 수 있다. SSM의 골목 시장 입지에 대해 규제를 해야 한다고 주장하는 사람들의 근거 중의 하나가 우선 손실이다. 기존의 슈퍼마켓과 대기업 혹은 백화점의 하위에 속해있는 SSM에 대하여, SSM이 입지를 하지 못하게 되면 더 많은 수익을 얻지 못하는 상대적 손실이 발생하고, 입지를 하게 되면 슈퍼마켓의 수익이 감소하게 된다. 이 때, 상대적 손실 가치에 의한 우선 손실 순위에서, 슈퍼마켓의 경제적 상황과 같은 것들이 더 불리하기 때문에 1단계 손실은 SSM의 입지 불가에 대한 손실이라고 주장한다.

## 같이 보기
손실

절대적 손실 가치